# Anteiglesia

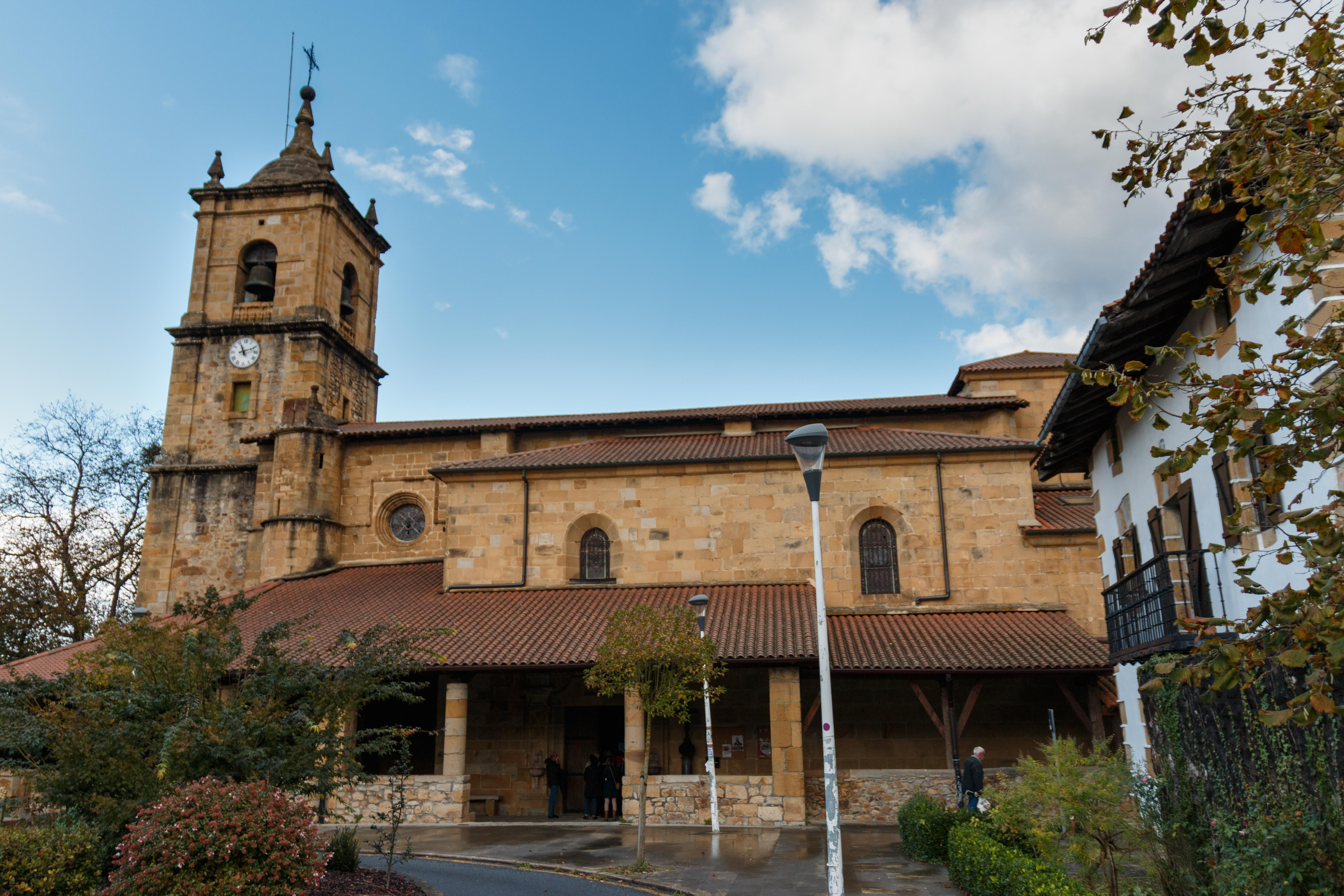
Lezama, iglesia de Santa María

La anteiglesia (en euskera: elizatea) es una institución local y una forma de gobierno tradicional del territorio histórico de Vizcaya en el País Vasco, España.
La organización política en anteiglesias es de origen medieval y proviene del señorío de Vizcaya, el origen del término hace referencia al atrio o pórtico que protege la entrada y el entorno de la iglesia. Este espacio cubierto, protegido de las inclemencias meteorológicas, se utilizaba por los vecinos, generalmente tras la celebración de un acto religioso, para abordar temas de interés común y debatir. También se usaba para reuniones de clérigos y autoridades de diferente tipo para tratar asuntos públicos y otorgar escrituras.
El entorno territorial pasó a estar bajo el dominio de la anteiglesia, por lo que esta denominación se mantiene en varias zonas de Vizcaya. La anteiglesia está formada por un conjunto de caseríos, o un casco urbano que obedece a aquella estructura de toma de decisiones. El gobierno se da en forma de asamblea, de concejo abierto de todos los vecinos, en el pórtico o atrio de la iglesia parroquial. La legislación aplicable deriva del fuero y se distingue de la del "derecho común" o los fueros de otras entidades como las villas y ciudades.

## El origen
El origen de esta organización que tiene relieve sociopolítico, se basa en los siguientes elementos:
- Existencia de una iglesia parroquial.
- Institucionalización pública de las reuniones celebradas.

Los recintos religiosos de uso público se convierten en centro de relación social y en ellos realizan diferentes reuniones y acciones de carácter administrativo y político. Los atrios de las iglesias comienzan a usarse como salones municipales hasta la aparición de las primeras casas consistoriales. Los concejos abiertos, que dan origen a la anteiglesia, quedaban circunscritos a las anteriores divisiones de feligresías y valles. La organización por pertenencia a la circunscripción religiosa se sitúa en la Alta Edad Media pero como sucesoras de otras agrupaciones humanas más antiguas. En Labort (País Vasco Francés) se crean las parrokiak que rigen los auz-apezak, en castellano "sacerdotes de vecindad". En Galicia y Asturias, así como en algunos lugares de León,  la organización base es la parroquia, forma y entidad que perdura aun cuando, tras la reforma territorial del siglo XIX en España, se crean los municipios.
La creación de entidades poblacionales con fueros y obediencias diferentes a las populares, villas fundadas por designación real, de Señorío o de las Juntas, cuya dinámica económica les permite un rápido desarrollo hace que en muchos casos, vayan absorbiendo a las anteiglesias vecinas. Por ejemplo la villa de Tolosa, en Guipúzcoa, había absorbido a 23 anteiglesias vecinas en el siglo XIV y la de Villafranca de Ordicia, también en Guipúzcoa, a ocho.

## Las anteiglesias de Vizcaya
Las anteiglesias vizcaínas formaban parte de la denominada Tierra Llana o infanzonado  que se regían, y rigen, por el derecho foral, en contraposición a los fueros de las villas y ciudades. La responsabilidad del gobierno correspondía a la asamblea de vecinos, presidida por un fiel síndico y procurador general, que adoptaba como representación de la autoridad el chuzo o lanza de la anteiglesia. El fiel ejercía el cargo por un periodo de tiempo determinado, normalmente un año, y representaba a la anteiglesia en las juntas de la merindad correspondiente. 
Las anteiglesias estaban divididas en cofradías que correspondían a sus barrios y tenían su propia administración. Actualmente, se mantiene esta institución en muy pocos sitios. Un ejemplo de pervivencia es la anteiglesia de Yurreta. 
Muchas anteiglesias terminaron por incorporarse a una villa, como las de Deusto y Abando, que se incorporaron a Bilbao, o la de Echevarría, que se incorporó a Elorrio, y perdieron dicha condición al anexionarse.
En actualidad en el territorio de Vizcaya coexisten varios derechos civiles: Derecho Civil Español que tiene un carácter general, Derecho Civil Vasco que se aplica a todo el País Vasco, incluyendo a territorios aforados o no, y el Derecho Civil Foral de Vizcaya o Anteiglesia.
El Derecho Civil Foral de Vizcaya o Anteiglesia regula derechos patrimoniales, derechos de sucesión o regímenes matrimoniales propios de la región.
Según la Diputación Foral de Vizcaya  y el último Derecho Civil Vasco vigente se aplica el Derecho Civil Foral de Vizcaya en  toda la provincia de Vizcaya, con excepción de la parte no aforada que son villas y ciudades, y también a los municipios alaveses de Llodio y Aramayona.
Las excepciones en Vizcaya son:
- La villa de Valmaseda
- La villa de Bermeo
- La villa de Bilbao (Todo el municipio)
- La villa de Durango
- La villa de Ermua
- La villa de Guernica y Luno
- La villa de Lanestosa
- La villa de Lequeitio
- La villa de Marquina-Jeméin
- La villa de Ondárroa
- La villa de Ochandiano
- La villa de Portugalete
- La villa de Plencia
- La ciudad de Orduña

Un ejemplo claro de la diferencia entre Derecho Civil Foral de Vizcaya, o Anteiglesia, y los otros derechos civiles es en la herencia. Por regla general no se permite desheredar a un hijo pero en el Derecho Civil Foral de Vizcaya, y con su debida justificación, se puede desheredar a un hijo concreto o a todos. Entonces en Vizcaya se aplica un "Dime dónde vives y te diré cómo heredarás". Una persona de Bilbao, que es una villa, no tiene las mismas reglas que las un pueblo Anteiglesia.
Concretamente en el tema de la herencia, en la actualización Ley 5/2015 del Derecho Civil Vasco se introdujo como "Derecho Común" la posibilidad de desheredar. Con este cambio, el País Vasco sería la única Comunidad en la que se puede desheredar a un hijo libremente. Antes se tenía que justificar por un motivo concreto (como Maltrato, etc.) pero ahora no es necesario.